# Ernesto Sampaio
Ernesto Sampaio (Lisboa, 10 de Dezembro de 1935 – Lisboa, 5 de Dezembro de 2001) foi um poeta, tradutor, bibliotecário, jornalista, actor e professor do ensino secundário português.

Foi um dos grandes teóricos e exegetas do surrealismo. Apesar de pouco conhecido dos leitores, é um nome indispensável para o conhecimento das margens da literatura portuguesa contemporânea, ao lado de Mário Cesariny, Herberto Helder ou António Maria Lisboa; foi um dos colaboradores da revista Pirâmide   (1959-1960) dirigida por Carlos Loures.
Como jornalista trabalhou nas redacções do «Diário de Notícias» e, de 1980 até à sua extinção, no vespertino «Diário de Lisboa».Por altura da sua morte, colaborava no suplemento «Mil Folhas», do «Público», onde exercia a função de crítico teatral. Foi tradutor de Artaud, Éluard, Breton, Péret, Arrabal, Ionesco, Thomas Bernhard, Arthur Adamov, Walter Benjamin, Oscar Wilde, Eliot, etc.
Era marido da actriz Fernanda Alves, a quem sobreviveu apenas um ano e cuja morte lhe inspirou o seu último livro Fernanda.

## Obras publicadas
- Luz Central (1957)
- Para uma Cultura Fascinante (1958)
- Antologia do Humor Português (1964)
- A Procura do Silêncio (1986)
- O Sal Vertido (1988)
- Fourier (1996)
- Feriados Nacionais (1999)
- Ideias Lebres (1999)
- Fernanda (2000)